# Проня (притока Оки)
Проня (рос. Проня) — річка у Рязанській і Тульській областях Росії, права притока річки Ока.
Довжина річки 336 км, площа сточища 10,2 тис. км², середній похил 0,3 м/км, середня витрата води в гирлі близько 50 м³/с.
На Проні стоять міста Михайлов, Новомічурінськ, селища міського типу Октябрський, Пронськ.

## Опис
Виток Проні знаходиться в селі Костіно Рязанської області поблизу межі з Тульською областю, на схід від Кимовська і на південь від Михайлова. Виток знаходиться на північно-східних схилах Середньоросійської височини, на вододілі з басейном Дону.
Долина річки — вузька, русло — звивисте і неглибоке. Дно мулисте, місцями кам'янисте і піщане. Швидкість течії — невелика. Береги у верхів'ях круті, у середній і нижній течії Проня тече по Оксько-Донській рівнині, берега тут більш пологі. Лісів по берегах практично немає.
У верхів'ях річка описує велику петлю до міста Михайлов, заходячи в Тульську область. За Михайловим Проня тече на схід, у Пронську приймає справа Кердь. Нижче на річці розташовано ще одне водосховище, створене в 1970-х роках для обслуговування Рязанської ДРЕС, побудованої у розташованому на березі водосховища міста Новомічурінськ. Минувши Кораблино, повертає на північ. Трохи нижче приймає справа свою найбільшу притоку — Ранову. Проня впадає в Оку неподалік від міста Спаськ-Рязанський.
Живлення в основному снігове. Весняна повінь, літньо-осіння межень. Замерзає наприкінці листопада, розкривається у квітні.

## Притоки
(відстань від гирла)
- 5,3 км: струмок Кириця
- 33 км: струмок Улас
- 38 км: Лучка
- 47 км: Ітья
- 54 км: Ранова (права)
- 68 км: Лоша
- 83 км: Алешня
- 95 км: Молва
- 120 км: Галина
- 140 км: Кердь (права)
- 160 км: Туромша
- 167 км: струмок Оврашевка
- 187 км: Локня
- 190 км: Жрака
- 201 км: Алешенка
- 236 км: річка без назви, біля с. Курлишево
- 241 км: річка без назви, біля с. Каморино
- 252 км: річка без назви, біля с. Толмачевка
- 257 км: струмок Озерки
- 273 км: Тетяковка
- 275 км: Марковка
- 291 км: Улибиш
- 308 км: Ясменка
- Глинка
- Іва
- Пашечка